# Keiichi Itō
Keiichi Itō (伊藤 桂一), né le 23 août 1917 et décédé le 29 octobre 2016 est un écrivain japonais.
Itō sert en tant que soldat de l'armée impériale japonaise en Chine et en Mandchourie pendant la Seconde Guerre mondiale. Il relate son expérience au cours de cette période dans des romans comme Hotaru no Kawa (螢の河 qui se voit décerner le prix Naoki) en 1961 et Rakujitsu no senjō (落日の戦場 1965).

## Source de la traduction
- (de) Cet article est partiellement ou en totalité issu de l’article de Wikipédia en allemand intitulé « Itō Keiichi » (voir la liste des auteurs).
- Notices d'autorité :   - VIAF
  - BnF (données)
  - IdRef
  - LCCN
  - GND
  - Japon
  - CiNii
  - Israël
  - Corée du Sud
  - WorldCat